# 邠州 (北魏)
邠州，中国古代设置的一个州，治所在今甘肃省宁县。
北魏太和十四年（490年）改班州置邠州，治所在定安县（今甘肃省宁县）。辖境相当今甘肃省环县、华池县、庆阳县、庆城县、合水县、镇原县、宁县、正宁县和陕西省吴起县等县市地。二十年（496年）改为豳州。西魏时改为宁州。唐朝时的邠州是南北朝时的南豳州所改。